# Озброєння Збройних сил України

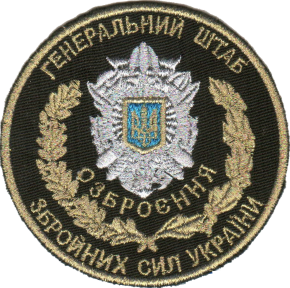
Нарукавний знак

Озброєння Командування Сил логістики Збройних Сил України — формування, функцією якого є забезпечення частин і підрозділів Збройних сил України усією номенклатурою зброї, боєприпасів, військової техніки, та іншим військово-технічним майном.

## Структура
- Озброєння Командування Сил логістики Збройних Сил України А2513 (А2613), м. Київ
- 63-тя база з ремонту військової техніки, м. Луцьк, Волинська область[1]

### Центральне ракетно-артилерійське управління А0120, м. Київ
- 6-й арсенал (Чернігівська обл., Ічнянський район, смт. Дружба, в/ч А1479) ;
- 9-й арсенал А4559, смт. Оржів Рівненська області
- 10-й арсенал А2920, м. Вознесенськ Миколаївська область
- 47-й арсенал А1358, с. Цвітоха Хмельницька область[2][3][4]
- 48-й арсенал (Вінницька обл., м. Калинівка, в/ч А1119);
- 61-й арсенал (в/ч А0829 м. Лозова Харківська область[5]);
- 62-й арсенал А1201, с. Богданівка Кіровоградська області
- 65-та центральна артилерійська база зберігання ракет і боєприпасів (Харківська обл., м. Балаклія, в/ч А1352);
- 136-й центр зберігання ракет і боєприпасів (Івано-Франківськ-16, смт. Делятин, в/ч А1807)[6][7][8][9]
- артилерійська база боєприпасів (Житомирська область, м. Чуднів, в/ч А1979)[10]
- 222-га центральна артилерійська база боєприпасів (Черкаська обл., с. Розсішки, в/ч А1588)[11]
- 275-й арсенал зберігання артилерійських боєприпасів А2985 с. Новобогданівка Запорізька область[12]
- 303-й арсенал зберігання ракет і боєприпасів (Житомирська обл., смт Городок, в/ч А2192);
- 434-та центральна ракетна база А0981, смт. Лісове Олександрівського району Кіровоградської області
- Файл:732 ЦАБО.png 732-га центральна артилерійська база озброєння (Рівненська обл., м. Сарни, в/ч А0153);[13]
- 1322-га артилерійська база боєприпасів (Житомирська обл., с. Ушомир, в/ч А1796)[11]
- 2572-га центральна артилерійська база озброєння (м. Бахмут, в/ч А4176);

### Центральне бронетанкове управління А0174, м. Київ
- 145-й окремий ремонтно-відновлювальний полк А1080, м. Миколаїв
- 482-й конструкторсько-технологічний центр А2070, м. Київ
- 1282-га центральна база зберігання та ремонту бронетанкового озброєння і техніки (Хмельницька обл., смт. Ярмолинці, в/ч А2730, раніше м. Бахмут);
Раніше була  128-ма база зберігання озброєння та техніки (смт. Ярмолинці в/ч А1877[14])[15]
- 1658-й центр забезпечення бронетанковим майном (м. Харків, в/ч А3074);
- 1697-й центр забезпечення бронетанковим майном (Львівська обл., м. Золочів);
- Центральна база бронетанкового майна (м. Київ, в/ч А0297);

### Центральне автомобільне управління А0119, м. Київ
- 99-та стаціонарна база ремонту автомобільної техніки (Київська обл., м. Васильків, в/ч А0294);
- 1563-тя автомобільна база (Львівська обл., м. Дубляни, в/ч А1587);
- 2320-й центр забезпечення автомобільною технікою і майном (Черкаська обл., с. Дубіївка, в/ч А3193);
- 4223-й центр забезпечення автомобільною технікою і майном (Хмельницька обл., м. Старокостянтинів, в/ч А0598);

### Управління метрології та стандартизації А2187, м. Київ
- Метрологічний центр військових еталонів (м. Харків, в/ч А0785);
- Об'єднаний центр метрологічного забезпечення Збройних Сил України (Київська обл., м. Біла Церква, в/ч А4533);
- 10-та база вимірювальної техніки (м. Львів, в/ч А1124)[16]
- 6553-тя база вимірювальної техніки (м. Миколаїв, в/ч А3386)

## Керівництво

### Начальник Озброєння
- (з жовтня 2015) — генерал-лейтенант Горбильов В'ячеслав Юрійович

### Начальник Центрального ракетно-артилерійського управління
- (2019 — по т.ч.) бригадний генерал Клочко Анатолій Олександрович[17]

### Начальник Центрального бронетанкового управління
- (2017 — по т.ч.) генерал-майор Мельник Юрій Миколайович[18][19]

### Начальник Центрального автомобільного управління
- (2019 — по т.ч.) полковник Гречаніков Олександр Петрович[20]